# Cryptops mauritianus
Cryptops mauritianus är en mångfotingart som beskrevs av Karl Wilhelm Verhoeff 1939. Cryptops mauritianus ingår i släktet Cryptops och familjen Cryptopidae.
Artens utbredningsområde är Mauritius. Inga underarter finns listade i Catalogue of Life.